# Saueckkapelle

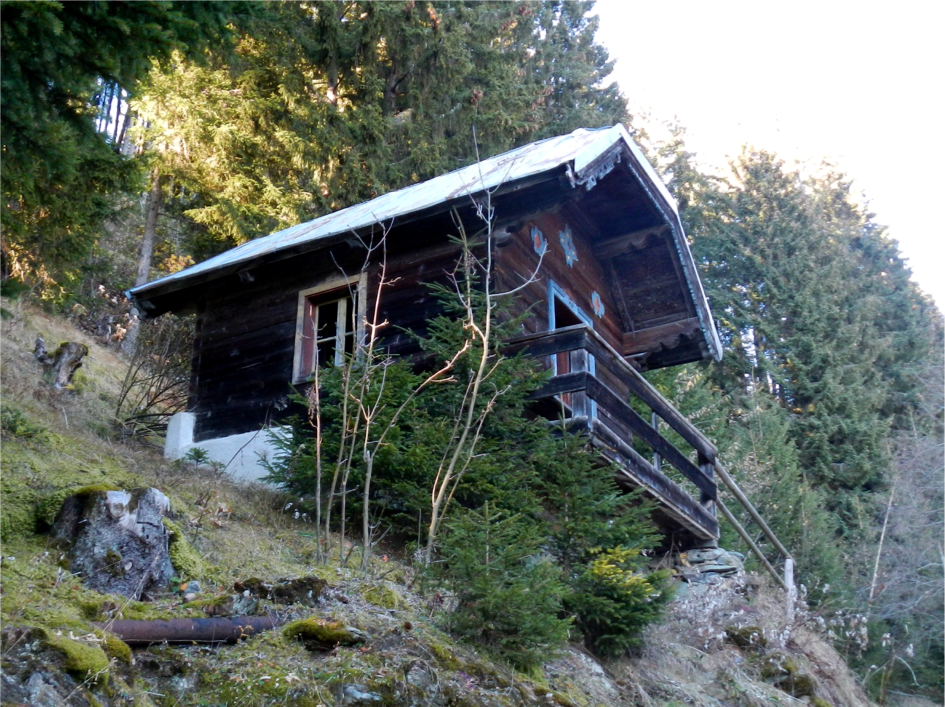
Die Saueckkapelle

Die Saueckkapelle, auch Sauegg-Kapelle, ist eine denkmalgeschützte Kapelle bei Stuhlfelden im Oberpinzgau, Land Salzburg.

## Lage
Die Hofkapelle liegt beim Saueck, dem obersten Gehöft der Ortschaft Bam ober dem Stuhlfeldner Bach am Dürnberg, auf 1283 m ü. A., östlich unterhalb der Stimmelhöhe (1805 m ü. A.) der Kitzbüheler Alpen.
An der Kirche führt der Wanderweg ins Mühlbachtal (hinteres Tal des Stuhlfeldner Bachs) vorbei, zur Bürglhütte unter dem Geißstein (beim Pinzgauer Spaziergang). Die Kapelle selbst steht etwas abseits, in der ersten Kehre beim Sauecker den alten Güterweg entlang.

## Baubeschreibung und Interieur

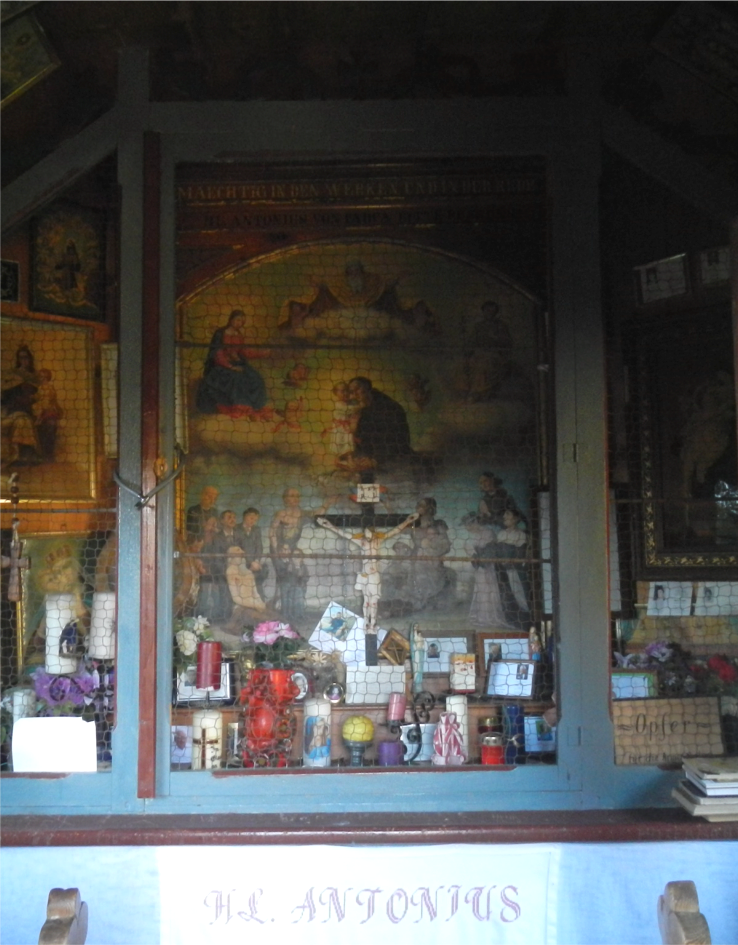
Votivnische

Die Kapelle sieht völlig wie eine ortsübliche Alm- oder Forsthütte aus, ein kleines Blockhaus mit Krüppelwalmdach und Gangl, ohne Türmchen oder anderem äußerlichen Kennzeichen eines Sakralbaus. Sie ist an einen Steilhang geschmiegt, eine Wand hinter dem Haus.
Das finstere Innere zeigt ein Altarbild Hl. Antonius, umgeben von zahlreichen Votivgaben, darunter und auch an den Wänden kulturhistorische interessante Votivtafeln zu Holzknechtunglücken und -errettungen. Im Altarbild finden sich aufschlussreiche Darstellungen der alten Pinzgauer Tracht. Die ganze Altarnische ist fest versperrt.

## Geschichte
Die Kapelle dürfte späteres 19., vielleicht auch erst Anfang 20. Jahrhundert errichtet worden sein. Ein bergmännischer Zusammenhang erscheint möglich, Antonius von Padua ist ein Bergheiliger, und der Kupfer-Bergbau auf der Stimmel bestand schon in der Vorgeschichte, und wieder im 16. und 17. Jahrhundert. Nach 1910 betrieb dann der Goldschmied Födinger aus Mittersill Aufschließungsarbeiten, die aber bald wieder eingestellt wurden.

## Nachweise
- Saueggkapelle am Dürnberg. In: Kirchen & Kapellen in Stuhlfelden → Kapellen, pfarre-mittersill.at
- Josef Lahnsteiner: Oberpinzgau von Krimml bis Kaprun. Eine Sammlung geschichtlicher, kunsthistorischer und heimatkundlicher Notizen für die Freunde der Heimat. Selbstverlag, Hollersbach 1956, S. o.A.

1. ↑  im Franziszäischen Kataster, 1823–1830, ist sie noch nicht verzeichnet
2. ↑  mittelständige Lappenaxt aus Bronze, 1911 von Födinger gefunden, heute Museum Carolino Augusteum, Salzburg
3. ↑  vergl. Josef Lahnsteiner: Bergbau in Stuhlfelden. In SAGEN.at >> Bergbau und Hüttenwesen.

Koordinaten: 47° 18′ 4,95″ N, 12° 31′ 17,11″ O